# Ytrehovdeholmen
Ytrehovdeholmen (sinngemäß aus dem Norwegischen übersetzt Außenhügelinsel) ist eine Insel vor der Prinz-Harald-Küste des ostantarktischen Königin-Maud-Lands. Sie ist die größte einer Gruppe von vier Inseln und liegt 6 km westlich der Hügelgruppe Langhovde im östlichen Teil der Lützow-Holm-Bucht.
Norwegische Kartographen, die sie nach ihrer geographischen Lage innerhalb der zur Hügelgruppe Langhovde benachbarten Inseln benannten, kartierten sie anhand von Luftaufnahmen der Lars-Christensen-Expedition 1936/37.